# Battaglia di Laon
La battaglia di Laon, combattuta nei pressi della cittadina della Piccardia (Francia) di Laon nei giorni 9 e 10 marzo 1814, nell'ambito della guerra della sesta coalizione, seguì di poco quella di Craonne ma, a differenza di quest'ultima, vide la sconfitta, sia pur di misura, dell'esercito imperiale francese, guidato dallo stesso Napoleone Bonaparte, da parte delle truppe della coalizione, guidate dal feldmaresciallo Gebhard von Blücher. Data la loro prossimità temporale e la consequenzialità fra la prima e la seconda, spesso le due battaglie vengono presentate come una sola.

## Antefatto
Il giorno 7 marzo a Craonne, le truppe della coalizione subirono una sconfitta piuttosto pesante con un rapporto di perdite di 10 a 1 (5 000 circa quelle alleate, 500 circa quelle francesi) ma i generali francesi Grouchy e Victor rimasero gravemente feriti e non poterono più partecipare alla disperata difesa del suolo francese.
Convinto che a Craonne avesse combattuto solo la retroguardia di Blücher, mentre il grosso delle sue truppe si stesse dirigendo verso nord-est, Napoleone decise di dirigersi su Laon, che avrebbe dovuto essere occupata dalle truppe di Ney e di Mortier, le quali dovevano essere integrate dai 10 000 uomini di Marmont in arrivo da Berry. Ma non fu così: Blücher, che aveva ricevuto ancora rinforzi, si era attestato su una posizione molto favorevole con quasi 90 000 uomini e 150 cannoni sopra Laon e Marmont era in ritardo di alcune ore, causa la fitta nebbia. Un primo contatto con il nemico era avvenuto la sera precedente (8 marzo), quando l'avanguardia francese aveva messo in rotta un piccolo distaccamento russo dal paesino di Urcel sulla strada per Soissons.

## La battaglia
Nelle prime ore del 9 marzo i francesi accentuarono la loro pressione lungo la strada ed dragoni giunsero davanti a Laon alle cinque e trenta del mattino ma l'effetto sorpresa era svanito e dovettero ritirarsi sotto un pesante fuoco nemico. Dalle 7 di quel mattino in avanti i francesi attaccarono ripetutamente le posizioni dell'esercito alleato ad Ardon ed a Semilly e alcuni reparti della Giovane guardia raggiunsero la cima della collina ma ne furono cacciati.
Blücher era febbricitante e non poteva condurre la battaglia da vicino come era solito fare. Verso le 11 di mattino la nebbia si diradò ed il comando alleato ebbe una chiara visione degli schieramenti in campo.  Blücher era convinto, a causa delle cattive fonti d'informazione che aveva, che la forza francese avesse una consistenza pari alla sua, ed era riluttante a lanciare un attacco massiccio, cosa che si sarebbe risolta in un grande successo per gli alleati, data la loro superiorità numerica di quasi tre a uno, e decise di procedere con attacchi solo sul fianco sinistro dello schieramento francese. Questi furono affidati ai corpi di Wintzingerode, ma questi risultarono fiacchi e furono facilmente respinti dai francesi.
Blücher decise quindi di isolare le forze di Napoleone sul lato ovest, dalle colonne di Marmont ad est. Un attacco deciso da parte degli alleati condusse alla conquista del paesino di Ardon ma la vittoriosa brigata prussiana ricevette l'ordine di fermarsi, poiché Blücher temeva un accerchiamento da parte dei francesi sul suo lato orientale. Rinnovati attacchi francesi portarono, in serata, alla conquista di Clacy, un paese che era situato sul fianco occidentale dello schieramento alleato. Dopo una intera giornata di combattimenti comunque, Laon era ancora in mani alleate.
Nel frattempo, verso le ore cinque pomeridiane, le truppe di Marmont avevano attaccato il paese di Athies e avevano cacciato le truppe prussiane dal loro avamposto. Marmont inviò poi verso ovest 1 000 uomini, al comando del colonnello Fabvier, per stabilire un contatto con il corpo principale delle truppe condotte da Napoleone. Blucher e il generale Gneisenau, udendo il fragore della battaglia, ordinarono un forte contrattacco con due corpi. Questi erano comandati dai generali Friedrich von Kleist e Ludwig Yorck von Wartenburg, appoggiati dalle riserve russe dei generali Langeron e Osten-Sacken.  Questi due corpi piombarono sulle truppe di Marmont ricacciandole indietro: Yorck riuscì a conquistare i vettovagliamenti di foraggio della cavalleria di Marmont, mettendone inoltre in fuga le truppe, mentre von Kleist bloccò la strada per Reims cercando di tagliare la ritirata ai francesi. Marmont fu salvato dal colonnello Fabvier, che era rientrato di propria iniziativa con il suo contingente ed era riuscito a cacciare le truppe del Kleist ed a tener sgombra la strada di Reims, e da 125 veterani della Guardia Imperiale, che respinsero la cavalleria alleata, intenta a bloccare la ritirata dei francesi sulla strada per Berry. Marmont aveva subito una secca sconfitta, perdendo 3 500 uomini e 45 cannoni.
Verso mezzanotte Blücher decise un'ardita manovra volta a sconvolgere lo schieramento francese, ma il giorno 10 le sue condizioni di salute erano peggiorate, il comando passò di fatto allo Gneisenau e l'esercito si limitò alla difesa di Laon. Pochi, successivi attacchi francesi non diedero risultati e Napoleone, a notte avanzata, ritirò le sue truppe.

## Conseguenze
Il ritiro dei francesi non implicò di per sé la fine di Napoleone. Pochi giorni dopo questi infliggeva una secca sconfitta al nemico disperdendone il Corpo d'Armata russo del generale Saint-Priest  a Reims. L'armata della Slesia, comandata da Blücher, rimase inattiva, dopo la vittoria a Laon, per una settimana. La sua presenza impedì a Napoleone di dirigersi a nord per fronteggiare un'altra armata alleata che si stava dirigendo su Parigi, dove alla fine di marzo sarebbe giunta,  costringendo la città alla capitolazione.